# Банье, Франсуа-Мари
Франсуа-Мари Банье (фр. François-Marie Banier; род. 27 июня 1947, Париж) — французский писатель и фотограф. Романист и драматург, с 1970-х годов начал делать фотографии публичных фигур и неизвестных людей на улицах. В 1991 году Центр Помпиду в Париже впервые выставил его фотографии; с тех пор выставки Франсуа-Мари Банье прошли в Европе, Азии и Америке. Его связывала многолетняя дружба с Лилиан Бетанкур, одной из самых богатых и могущественных женщин мира
Банье — открытый гомосексуал. Он живёт и работает в Париже.